# Benquet
Benquet is een gemeente in het Franse departement Landes (regio Nouvelle-Aquitaine). De plaats maakt deel uit van het arrondissement Mont-de-Marsan. Benquet telde op 1 januari 2022 1.913 inwoners.

## Geografie
De oppervlakte van Benquet bedroeg op 1 januari 2022 29,33 vierkante kilometer; de bevolkingsdichtheid was toen 65,2 inwoners per km².

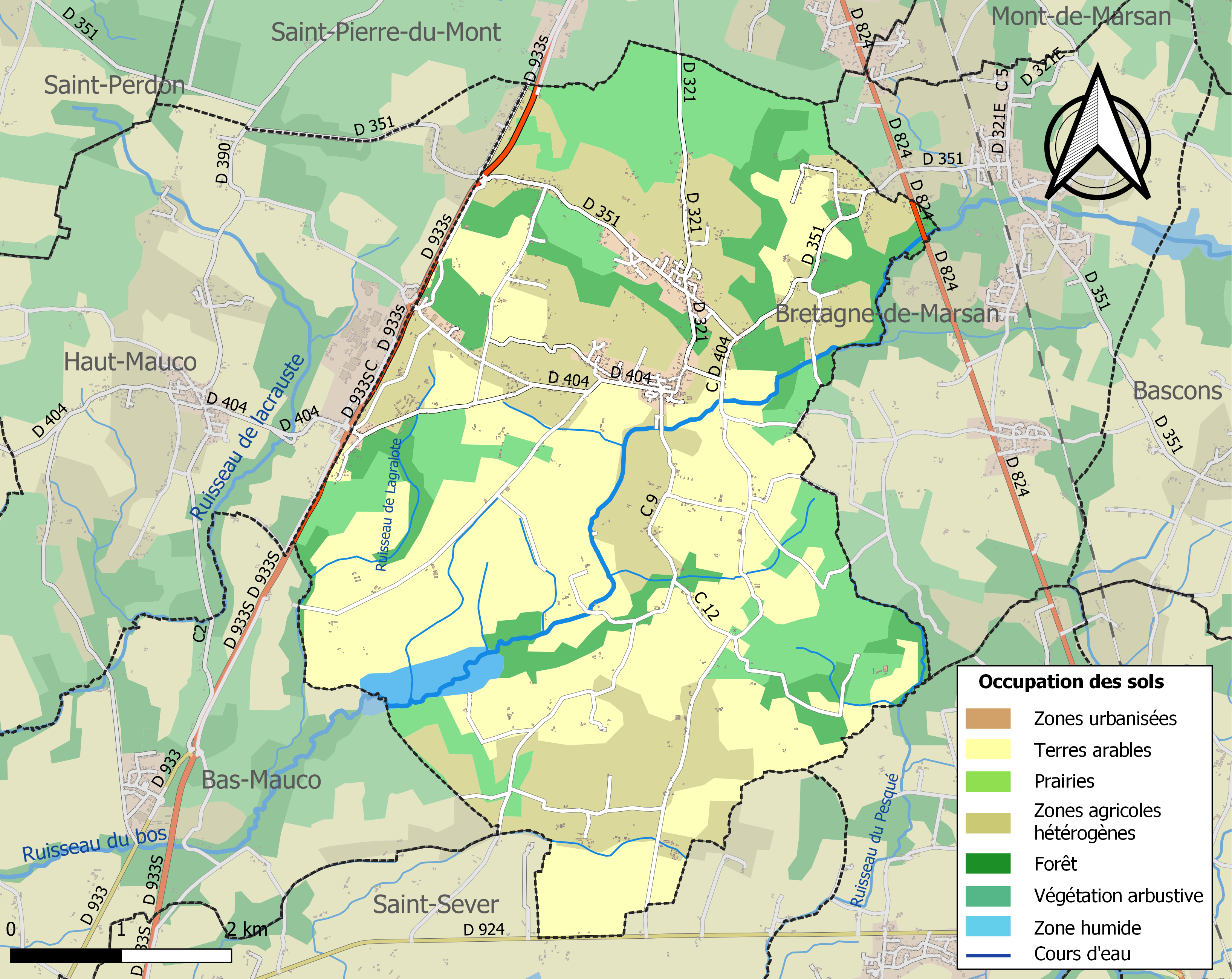
Kaart van de gemeente met de belangrijkste infrastructuur, bodemgebruik en omliggende gemeenten

## Demografie
Onderstaande figuur toont het verloop van het inwonertal (bron: INSEE-tellingen).